# August Adolf Cieszkowski
August Adolf Cieszkowski herbu Dołęga (ur. 19 marca 1861 w Berlinie, zm. 23 maja 1932 w Wierzenicy) – polski ziemianin, mecenas nauki, senator II RP.

## Życiorys
Był synem filozofa Augusta (1814–1894) i Heleny z Cieszkowskich (rodzice byli stryjecznym rodzeństwem). Ukończył Gimnazjum Marii Magdaleny w Poznaniu, następnie studiował filozofię na Uniwersytecie Jagiellońskim i w Heidelbergu, rolnictwo w Wiedniu, leśnictwo w Tharandcie. Po studiach zarządzał rodzinnymi majątkami w Siedleckiem i Lubelskiem. Zajmował się również spuścizną naukową ojca, tłumaczył jego dzieła na język polski i wydawał. Wspierał finansowo polskich historyków pracujących w archiwach w Rzymie, a także krakowską Akademię Umiejętności i Uniwersytet Poznański. Wydziałowi Rolno-Leśnemu tej uczelni ofiarował majątek Żabikowo pod Poznaniem. W latach 1923–1925 pełnił funkcję prezesa oddziału poznańskiego Towarzystwa Popierania Polskiej Nauki Rolnictwa i Leśnictwa.
W latach 1926–1927 sprawował mandat senatora; wszedł do Senatu po zrzeczeniu się mandatu przez Stanisława Nowodworskiego w maju 1926. W parlamencie był członkiem Klubu Chrześcijańsko-Narodowego.

## Życie prywatne
Nie założył rodziny. W 1931 adoptował jako swoich synów czterech przedstawicieli rodzin ziemiańskich: Jana Tyszkiewicza (1896-1939), Edwarda Raczyńskiego (1891-1993), późniejszego prezydenta RP na Uchodźstwie, Felicjana Dembińskiego (1901-1981) oraz Pawła Żółtowskiego, późniejszego działacza organizacji konspiracyjnej "Uprawa" (1889-1985). Między nich podzielił swój majątek. 